# Plagiochila asplenioides
Espèce
Plagiochila asplenioides est une espèce d’hépatiques de la famille des Plagiochilaceae.

## Liste des sous-espèces, variétés et formes
Selon Tropicos (19 juin 2013) (Attention liste brute contenant possiblement des synonymes) :
- sous-espèce Plagiochila asplenioides subsp. arctica (Bryhn & Kaal.) R.M. Schust.
- sous-espèce Plagiochila asplenioides subsp. asplenioides
- sous-espèce Plagiochila asplenioides subsp. ovalifolia (Mitt.) Inoue
- sous-espèce Plagiochila asplenioides subsp. porelloides (Torr. ex Nees) R.M. Schust.
- variété Plagiochila asplenioides var. asplenioides
- variété Plagiochila asplenioides var. confertior Lindenb.
- variété Plagiochila asplenioides var. minor Lindenb.
- variété Plagiochila asplenioides var. miyoshiana (Stephani) Inoue
- variété Plagiochila asplenioides var. obcampanulata R.M. Schust.
- variété Plagiochila asplenioides var. subarctica Jörg.
- forme Plagiochila aslpenioides fo. feschii Papp
- forme Plagiochila asplenioides fo. aichingeri Herzog
- forme Plagiochila asplenioides fo. asplenioides
- forme Plagiochila asplenioides fo. magna Inoue
- forme Plagiochila asplenioides fo. obcampanulata (R.M. Schust.) R.M. Schust.
- forme Plagiochila asplenioides fo. subarctica (Jörg.) R.M. Schust.
- forme Plagiochila asplenioides fo. thylimanthoides (Stephani) Inoue